# めまい
めまいは、目が回るようなくらくらとした感覚の総称である。眩暈・目眩・眩冒・卒倒などと書く。眩は目がかすみ、目の前が暗くなることで暈はぐるぐる物が回ってみえたり、物が揺れ動いて見えること。目眩は目がかすみ頭がくらくらすること。眩冒はひどく頭がくらくらして目の前が暗くなることとなる。単にめまいと言われたとき、人によって表現したい現象が異なっていることがめまいの特徴である（＝様々な症候を示している）。医学的には視覚、平衡感覚と固有受容性感覚 proprioceptive senseとの間の不統合によって感じる感覚と言われている。一般的には耳鼻咽喉科学の領域とされる。運動失調とは区別が必要である。

## 分類
症候学的には以下の4種類に分類できる。異常な自己運動感覚を伴う場合を回転性めまいと呼ぶことになっているが、臨床的に厳密に他のめまいと区別することは困難である。

### 回転性めまい(vertigo)
自分の身体または大地があたかも回転しているかのような感覚。激しい嘔気を感じることがあり、体のバランスを失って倒れることもある。三半規管、前庭神経、脳幹の異常など前庭神経核より末梢の障害で生じる。大抵は耳の障害で生じる。

### 浮動性めまい(dizziness)
よろめくような、非回転性のふらつき感。回転性めまいの回復期や脳幹、小脳の異常、高血圧などで生じる。大抵は中枢神経や高血圧で生じる。

### 立ちくらみ(faintness)
血の気が引き、意識の遠くなる感覚。実際に失神(syncope; シンコピー)に至ることもある。起立性低血圧の代表的な症状であるほか、アダムス・ストークス症候群, 血管迷走神経反射、器質的心疾患・大血管疾患でもみられる。

### 平衡機能障害(dysequilibrium)
立ち上がったり起き上がったりした時に、身体が傾いてしまう感覚。反射系と中枢系の連携障害、体平衡系の異常によって起こる。
問診によって上記4つに眩暈を分類することで原因をある程度絞り込むことができる。眩暈を起こす原因疾患は大雑把には神経系、循環器系、全身性の3つがあり、回転性めまいでは神経系に原因があり、失神では循環器系、浮遊感ではその両方の可能性がある。また薬の副作用などで生じる場合は全身性である。

## 神経性めまい
日常で最も多いのは一過性血圧上昇による浮遊感であるが救急室で多いのは神経系によるめまいである。神経系の場合は中枢性めまいか末梢性めまいかを鑑別する。この場合の中枢は脳幹、小脳であり末梢は内耳、前庭である。これらの区別に役立つ所見は回転性、浮遊性といった症状や耳鳴、難聴といった随伴症状、小腦異常、運動神経麻痺、脳神経麻痺といった神経所見、症状の持続性などである。
|                            | 末梢性めまい                   | 中枢性めまい           |
| -------------------------- | ------------------------------ | ---------------------- |
| めまいの性質               | 回転性                         | 浮遊性                 |
| めまいの程度               | 重度                           | 軽度                   |
| めまいの時間性             | 突発性、周期性                 | 持続性                 |
| めまいと頭位、体位との関係 | あり                           | なし（例外あり）       |
| 耳鳴、難聴                 | あり                           | なし                   |
| 脳神経障害                 | なし                           | あり                   |
| 眼振                       | 一側方注視眼振、回転性、水平性 | 両側方注視眼振、縱眼振 |

多くの医学的な分類がそうであるように上記の表は概念を説明するものであり、個々の疾患を説明するものではない。表を参考に中枢か末梢かを考えていく。一側方注視眼振とは右をみても左をみても右に眼振するといったもの、両側方注視眼振は右をみれば右に、左をみれば左に眼振をするというものである。中枢性めまいでは体位、頭位で症状が変化しないのが原則だが、椎骨脳底動脈不全では体位で症状が変化する。
重要なことは中枢性、末梢性は症候で診断を行い、CTは確認、原因の更なる精査という目的で行う。CTでは症状と関係のない脳の異常がわかってしまうからである。頭部CTにて脳内占拠性病変を疑えば、頭部造影CTを追加し、出血性病変、占拠性病変では脳神経外科と相談、それ以外の異常ならば、脳梗塞を疑うのならMRIや神経内科と相談するという方法もある。

### 中枢性めまい
中枢性めまいは、症状は軽いが持続性で、注視方向性眼振や他の神経症状を伴う。脳幹障害や小脳障害、脳血管障害、腫瘍、変性疾患などの基礎疾患が原因となって起こることが多いので瞳孔、眼振、眼球運動や小脳機能検査や画像診断を行う。

### 末梢性めまい
末梢性めまいは前庭性と内耳性に分けられる。前庭性めまいは原則として耳鳴りや難聴を伴わないものである。良性発作性頭位眩暈症（BPPV）や前庭神経炎が含まれる。内耳性めまいは原則的に耳鳴り、難聴を伴う。メニエール病や突発性難聴、アミノグリコシドなどの薬物性や梅毒などが含まれる。末梢性めまいは突発性難聴以外は緊急性が殆どないものの、突然歩けなくなるほど気分が悪くなり、嘔吐することも多く患者の苦痛は強いので診断を急ぐのではなく、まずは症状をとる治療を行うべきである。全体的に低気圧のときに多いといわれている。
前庭系について
前庭系は視覚および筋、関節からの固有感覚とともに体の平衡をつかさどるといわれている。前庭感覚器は内耳にあり三半規管と2つの耳石器からなる。三半規管の受容器をクプラという。三半規管は頭の回転運動を感知し、耳石器は重力や直線加速を感知する。これらの受容器が刺激されると前庭神経に活動電位が生じ、聴神経を経て前庭神経核と小脳室頂核に伝わる。前庭神経核からは前庭脊髄路を経て内側縦束（MLF）側頭葉、脊髄小脳路への出力がある。前庭系の検査としてはpast-pointing試験や閉眼足踏み試験が知られている。past-pointing試験では座位で両上肢を高く挙上し、水平まで戻す。閉眼で何回も繰り返し一側に偏奇した場合はpast-pointing陽性であり、偏奇した側の前庭系の障害である。閉眼足踏み試験では立位閉眼で両上肢を前方挙上し50回足踏みをする。一定方向に体軸が回旋すれば異常であり回旋した方向の前庭系に障害がある。

#### 末梢性めまいの重症度
- 軽度：歩ける、これは外来で経過観察ができる。
- 中等度：ふらふらしている、立つのがつらい、嘔吐している、緊急性はない。
- 重度：立てない、これは入院が必要な場合がある。これくらいになると食事が取れないので点滴管理が必要となる。

#### 末梢性めまいの治療
基本的に治療の目標は嘔吐を止めて、歩行可能状態にすることである。悪心、嘔吐がある場合はメトクロプラミドなどの投与を考える。ヒドロキシジン（25mg）1Aの静注、炭酸水素ナトリウム（20ml）2Aを5分以上かけて静注すると約一時間くらいで改善する。改善は眼振の軽快や歩行可能かで判定できる。そしてめまい止めとしてメシル酸ベタヒスチン（6mg）やエチゾラム（0.5mg）を3日間分位処方し、後日耳鼻科受診とする。末梢性めまいで絶対に見逃してはいけないものが突発性難聴である。この疾患は不可逆的な難聴を引き起こすからである。突発性難聴を疑ったらまずは水溶性ハイドロコートン（500mg）を生理食塩水100mlに溶解させ、点滴する。診断に困った場合は突発性難聴として扱い、入院治療となる。
処方例
メシル酸ベタヒスチン（抗めまい薬）、メチルコバラミン（ビタミンB12製剤であり末梢神経障害に適応がある）、アデノシン三リン酸（脳循環改善薬）と頓服でジフェンヒドラミン（抗ヒスタミン薬だが、内耳迷路と嘔吐中枢に選択的に作用するため末梢性めまいや乗物酔いにも用いられる）を用いることが多い。

#### BPPV（良性発作性頭位めまい症）
良性発作性頭位めまい症は加齢や外傷によって前庭の耳石器が遊離し、三半規管に迷入することによって回転性めまいが生じる病態である。一度耳石が三半規管に入り込むとクプラがつっかえとなり治らなくなる場合がある。こうなったばあいはBPPVと診断される。診断はDix-Hallpike Test（ディックスホールパイクテスト）である。このテストでは患側が下になった場合のみめまいがおこる。そして体動によってめまいが増悪し、時間経過とともに消失する。患側が上の場合はクプラがストッパーになりめまいは誘発されない。治療はEpley法（エプレイ法）等めまい体操を指導に基づいて行うことである。これは遊離した耳石を三半規管を巡らせて前庭に再配置させる方法である。成功すればめまいの根治となるが急性期では悪心、嘔吐を誘発するので行わない方がよいといわれている。よく訓練された医師が行えば80%は根治可能であるが3回ほど行っても改善が見られなければ専門医に相談するべきである。前庭神経炎はBPPVと異なり1か月ほどめまいが持続するのが特徴だが初回の大発作時に受診した場合BPPV様の経過をとることも知られている。また小脳梗塞や脳幹梗塞でもBPPV様の経過をとることがある。一般内科医などでの診療には限界があり神経内科か耳鼻科の受診を勧めるべきである。
ディックスホールパイクテスト
まず一方向に45度首を傾け上体を仰臥位にする。この時、患側が下になっていれば眩暈が誘発される。
エプレイ法
患側に45度首を傾け仰臥位をとる。首を更に下へ45度傾け、頭部を支えながらゆっくりと反対方向に回す。めまいの消失を待ち、逆方向に90度寝返りをうたせ側臥位とし、そのまま上体を起こす。

## 漢方薬治療
めまいの治療は原因疾患の治療になる。原因疾患がはっきりとしない場合は症状の緩和のために漢方薬を用いることがある。
漢方薬でのめまいの第一選択は苓桂朮甘湯（りょうけいじゅつかんとう）である。苓桂朮甘湯が無効の場合に他の漢方薬を検討する。生理不順、更年期障害などの症状がある時は桂枝茯苓丸（けいしぶくりょうがん）を検討する。
起立性調節障害によるめまいで昇圧剤を用いたくない場合に半夏白朮天麻湯（はんげびゃくじゅつてんまとう）が効果的なことがある。
冷え性を伴うめまいでは真武湯（しんぶとう）が効果的である。高齢者のめまいには釣藤散（ちょうとうさん）が効果的なこともある。

## 一過性血圧高値
一過性血圧高値とは浮遊感や後頭部頭重感による受診が多い。バイタルサインでクッシング反射（血圧が上昇しているが徐脈であること、これは脳圧亢進している兆候である）がなく、神経学的診察で脳血管性が否定的となったときに疑う。かつてはニフェジピンの内服によって降圧を行ったが現在は緊急時以外は血圧を降下させる必要はないと考えられている。血圧を降下させたい場合はフロセミド（20mg）を1T内服やエチゾラム（0.5mg）を1T内服とし、後日内科の受診を勧める。